# Перл і Гермес

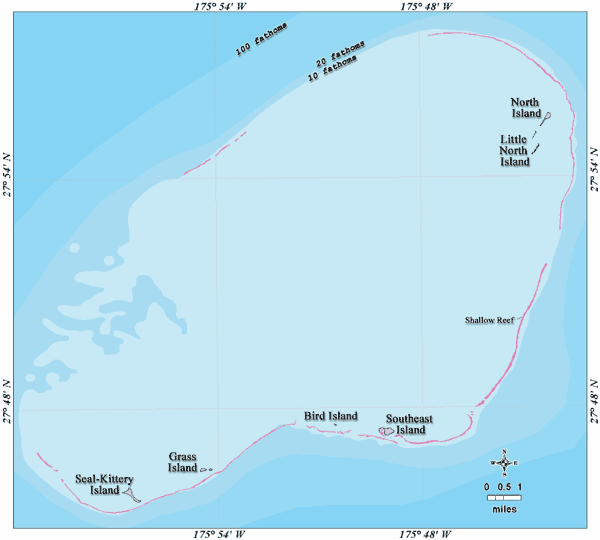
Мапа атолу Перл і Гермес

Атол Перл і Гермес (англ. Pearl and Hermes Atoll (мовою гавайців Голоїкауауа «Holoikauaua»)) — кораловий атол у Тихому океані, що належить до Гавайських островів.
Атол дістав назву через аварію двох кораблів на атолі 1822 року — Перл і Гермес.
Площа суші приблизно 0,36 км², а площа рифу приблизно 1165 км².
Риф лежить за 1770 км на північний захід від Гонолулу, що на острові Оаху.